# 2002 في نيوزيلندا
فيما يلي قوائم الأحداث التي وقعت خلال عام 2002 في نيوزيلندا.

## سياسة

### انتهاء فترة المنصب
- 27 يوليو – جيني شيبلي عضو مجلس النواب نيوزيلندا.

## أفلام
من الأفلام التي صدرت هذه السنة في نيوزيلندا:
- 5 ديسمبر – سيد الخواتم: البرجان من إخراج بيتر جاكسون.

## مواليد

### أكتوبر
- 26 أكتوبر – جوليان دينيسون ممثل نيوزيلندي.